# マレク・エデルマン

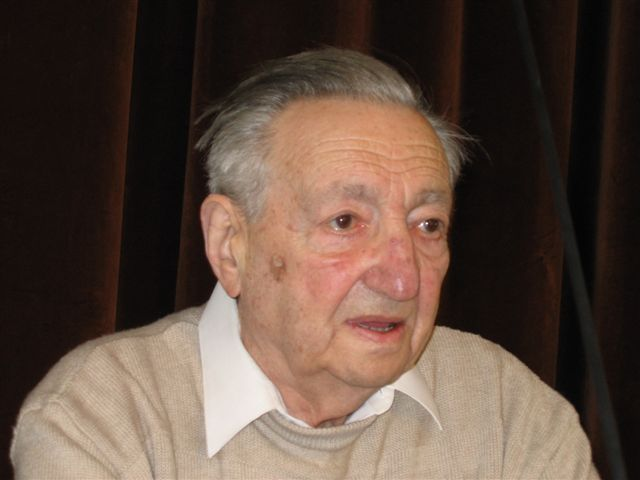
マレク・エデルマン。2005年、ワルシャワ

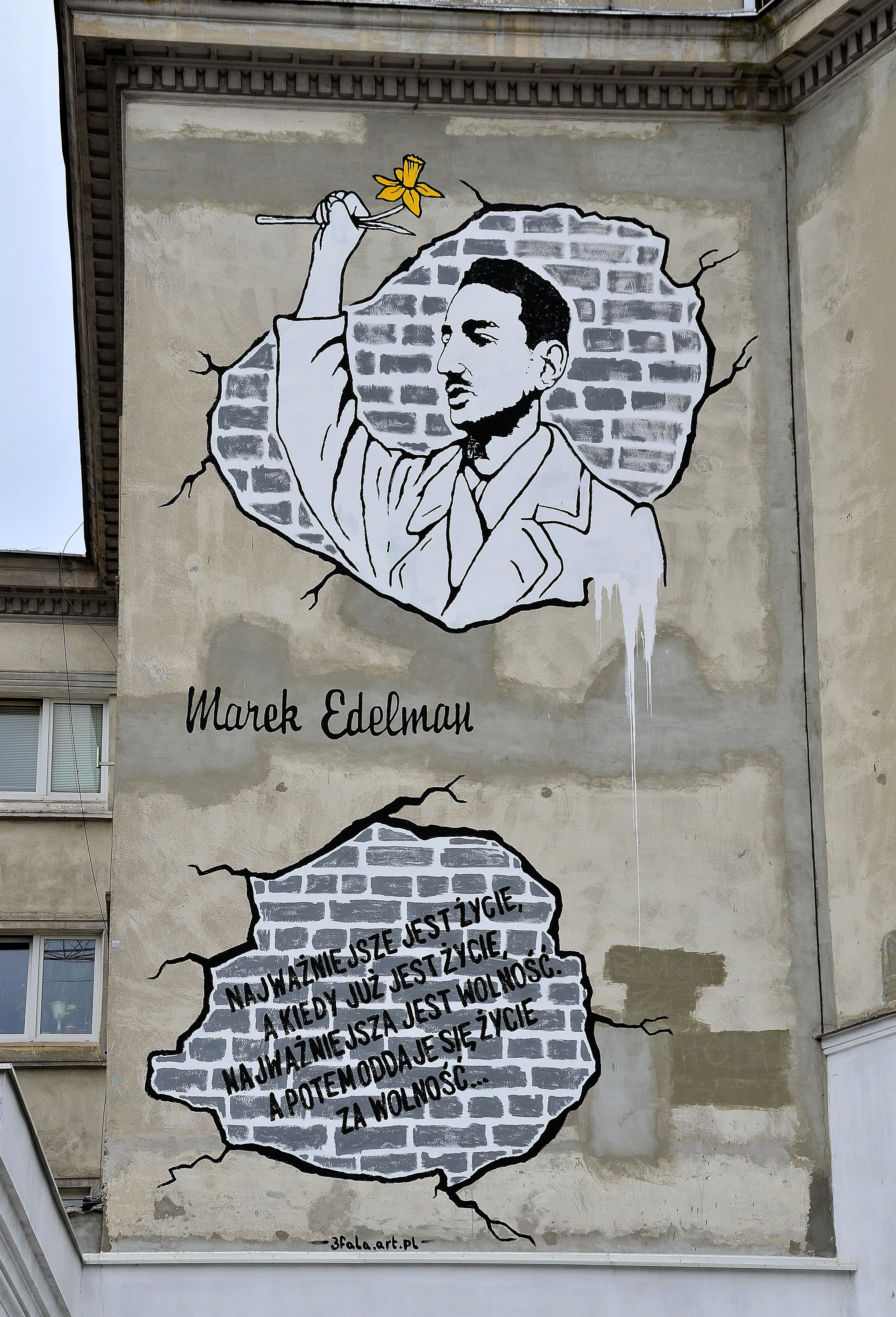
2013 mural

マレク・エデルマン（Marek Edelman、1922年12月31日‐ 2009年10月2日）は、ポーランドの政治活動家。ユダヤ人であり、第二次世界大戦中にはワルシャワ・ゲットー蜂起の中心人物の一人だった。

## 略歴

### 第二次世界大戦のレジスタンス活動
1922年にホメリに生まれた。ポーランドの首都ワルシャワでユダヤ人社会主義団体「リトアニア・ポーランド・ロシア・ユダヤ人労働者総同盟」の青年組織に参加した。1942年7月22日から9月21日にかけてワルシャワ・ゲットーのユダヤ人がトレブリンカ絶滅収容所へ大量移送されたのち、ユダヤ人青年組織は次々と武装レジスタンスとなっていった。エデルマンも「ユダヤ人戦闘組織（Żydowska Organizacja Bojowa,略称ŻOB）」に参加した。組織の中心人物となった。
1943年4月、モルデハイ・アニエレヴィッツの指揮の下に行われたワルシャワ・ゲットー蜂起に参加した。彼は5つの戦闘部隊の指揮官の一人だった。「ユダヤ人戦闘組織」本部が陥落するまで戦った。蜂起はドイツ軍により鎮圧されたが、エデルマンは生き残った。1943年5月10日、ワルシャワの非ユダヤ人の抵抗組織に合流した。1944年8月のワルシャワ蜂起にも参加した。

### 第二次世界大戦後
戦後もポーランドにとどまり、医学を学んだ。定年退職するまでウッチで心臓学の研究をしていた。またワルシャワ・ゲットー蜂起に関する著作をポーランド語、英語、イディッシュ語で出版した。
1976年から労働者防衛委員会（en:Komitet Obrony Robotników）に参加し、80年代にはポーランドの民主化運動を行う独立自主管理労働組合「連帯」に参加した。1989年、東欧革命の流れの中でポーランド政府と民主運動家との話し合いの場として設けられた「円卓会議」の参加者の一人となった。1989年から1993年にかけてポーランド共和国下院の議員にも選出された。
2009年10月2日、その波瀾万丈の人生にピリオドを打った。86歳没。

## 栄典
1998年、アレクサンデル・クファシニェフスキ大統領よりポーランドの最高勲章「白鷲勲章」（Order Orła Białego）を叙勲した。2007年にはウッチ医学大学（pl:Uniwersytet Medyczny w Łodzi）から医学名誉博士号を授与された。2008年、フランス政府より最高勲章レジオンドヌール勲章を贈られた。2009年にクラクフのヤギェウォ大学より医学名誉博士号を授与された。

## エデルマンの著作
- Ghetto walczy. Udział Bundu w obronie getta Warszawskiego.Nakład Centralnego Komitetu Bundu, Warszawa. 1945 (Polish) 
  - The ghetto fights.Ingrid Strobl) (Foreword; Ewa Czerwiakowski, Jerzy Czerwiakowski) (translation. Harald-cat-Verlag, Berlin, 1993. 97 pages. ISBN 3-927170-05-4
- Resisting the Holocaust. Fighting back in the Warsaw ghetto, 2004. ISBN 1-876175-52-4. (engl.)
- Paula Sawicka, Marek Edelman:I była miłość w getcie.Świat Książki, 2009, 195 pages. ISBN 978-83-247-1416-2 (in Polish, in German: And there was love in the ghetto.)

## ドイツ語版の参考文献
- Rudi Assuntino, Wlodek Goldkorn: Strażnik. Marek Edelman opowiada. Znak 1999, 294 Seiten. ISBN 83-240-0647-8 (polnisch)
  - Der Hüter. Marek Edelman erzählt. Beck, München 2002, ISBN 3-406-48656-8
- Witold Bereś, Krzysztof Burnetko, Marek Edelman. Życie. Po prostu. Świat Książki 2008, ISBN 978-83-247-0892-5 (polnisch; deutsch: Marek Edelman erzählt  420 Seiten. 2009. ISBN 978-3869640129)
- Hanna Krall: Zdążyć przed Panem Bogiem. WL, Kraków 1977 (polnisch; basierend auf Gesprächen mit Edelman)
  - Dem Herrgott zuvorkommen. Ein Tatsachenbericht. Deutsch von Hubert Schumann. Verlag Volk und Welt, Berlin 1979; Verlag Neue Kritik, Frankfurt 1992, ISBN 3-8015-0252-X; Goldmann, München 1998, ISBN 3-442-72323-X
  - Schneller als der liebe Gott. Aus dem Polnischen übersetzt von Klaus Staemmler. Suhrkamp, Frankfurt 1980, ISBN 3-518-11023-3 (mit einem Vorwort von Willy Brandt)